# Американо-армянские отношения
Американо-армянские отношения — двусторонние дипломатические отношения между США и Арменией.

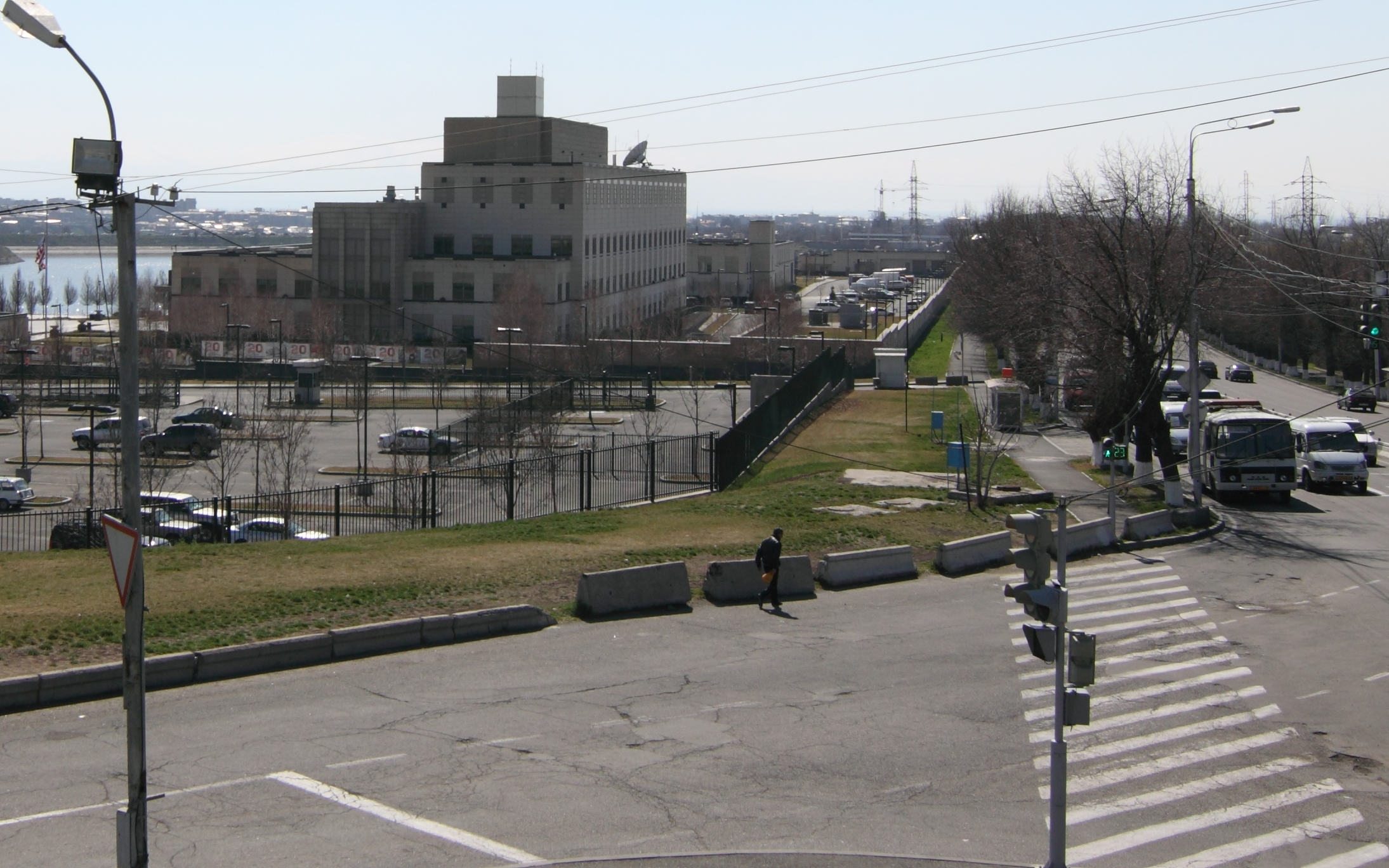
Посольство США в Ереване

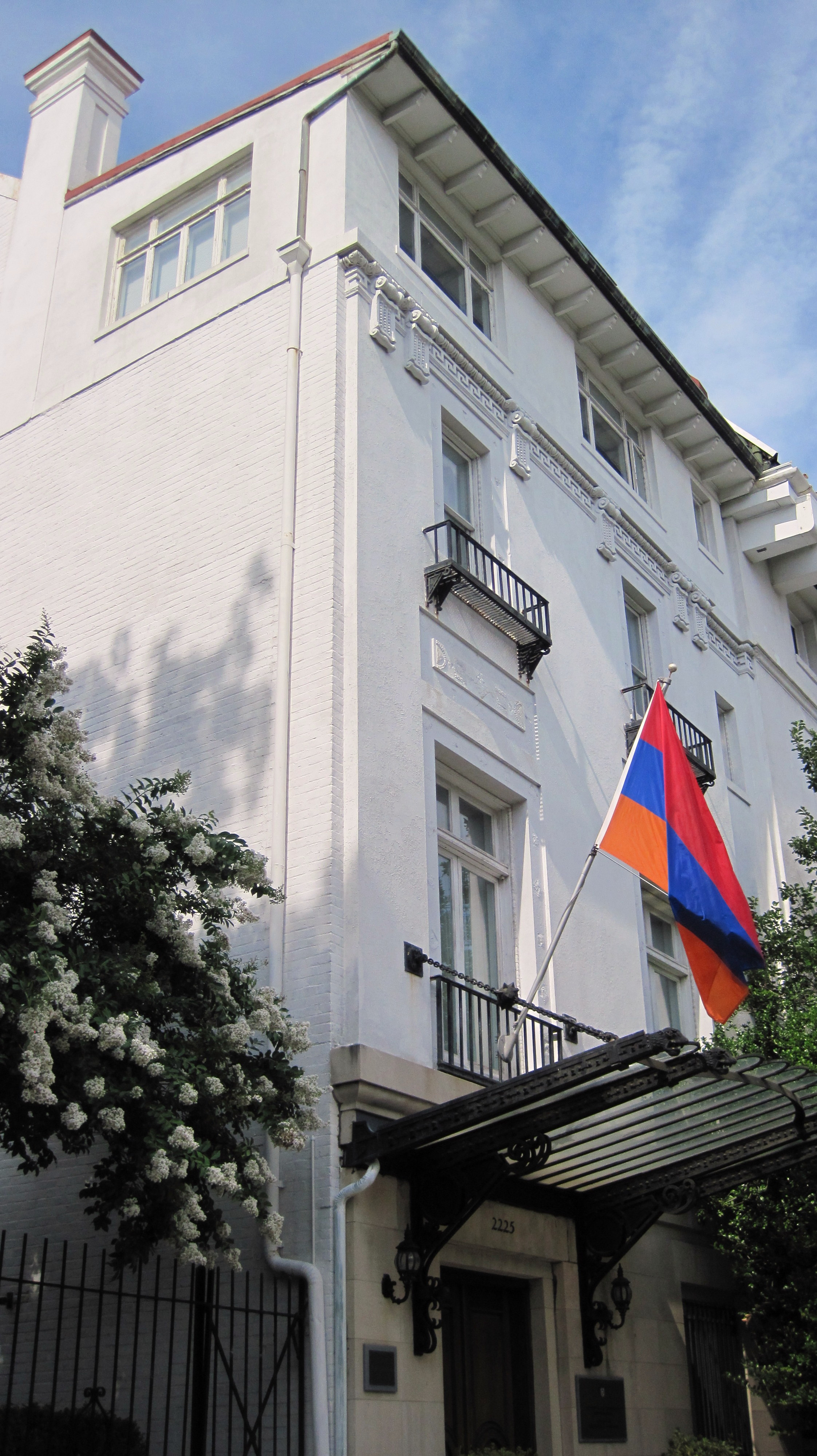
Посольство Армении в Вашингтоне

## История
В 1992 году Соединённые Штаты установили дипломатические отношения с Арменией вскоре после распада Советского Союза. Соединённые Штаты высоко ценят свои отношения с Арменией, которые основаны на взаимном уважении и общих интересах. Политика США направлена на дальнейшее развитие в Армении демократических институтов, уважении прав человека и верховенства закона, а также экономических институтов. США инвестируют средства в экономику Армении с целью обеспечения экономического роста, развития системы здравоохранения и социальных услуг. Эти две страны работают над сокращением уровня бедности, расширением торговли и инвестиций. Соединённые Штаты поддерживают усилия Армении по мирному урегулированию Карабахского конфликта, открытию границ с Азербайджаном и Турцией, а также в обеспечении региональной стабильности. Большое влияние на политику США в Закавказье оказывает армянское лобби, которое в 1990-е годы смогло добиться принятия ряда решений американской администрации по поддержке Армении, в том числе выделения Еревану значительных средств. Например, в 2000 году финансовая помощь Армении от США составила 102,4 млн долларов.

## Дипломатические представительства
- США имеют посольство в Ереване[2]. Чрезвычайный и полномочный посол США в Армении — Кристина Квин.
- Армения имеет посольство в Вашингтоне[3] и генеральное консульство в Лос-Анджелесе[4]. Чрезвычайный и полномочный посол Армении в США — Лилит Камоевна Макунц.

## Торговля
Соединённые Штаты и Армения подписали стратегическое соглашение по экономическим вопросам (U.S. — Armenia Joint Economic Task Force (USATF)). Данный форум собирается ежегодно для обсуждения взаимных направлений сотрудничества в области энергетики, торговли и инвестиций. Соединённые Штаты и Армения имеют ряд соглашений по торговле и инвестициям между двумя странами, в том числе: соглашение о торговых отношениях, соглашение о поощрении инвестиций, двусторонний инвестиционный договор. Закон Армении об иностранных инвестициях регламентирует все прямые инвестиции в Армению, в том числе из Соединённых Штатов. Эти две страны подписали меморандум о взаимопонимании по энергетическим ресурсам, который направлен на укрепление сотрудничества между США и Арменией по оценке потенциальных энергетических ресурсов этой страны, в том числе сланцевого газа. Американские инвестиции в Армению сосредоточены в области информационных технологий, отелей, ковровых покрытий, мебельного производства, строительства, ювелирных изделий и текстильного производства.

## Дипломатические миссии
- У США есть посольство в Ереване.
- У Армении есть посольство в Вашингтоне и генеральное консульство в Лос-Анджелесе.